# Лопиталь, Гийом Франсуа
Маркиз Гийом Франсуа Лопиталь (де Л’Опиталь; фр. Guillaume François Antoine, marquis de L'Hôpital; 1661[…], Париж, Королевство Франция — 2 февраля 1704[…], Париж, Королевство Франция) — французский математик, автор первого учебника по математическому анализу.

## Биография
Сын богатых родителей (он происходил из знатного рода и был потомком канцлера Франции Мишеля де Лопиталя), маркиз Лопиталь поступил сперва на военную службу, но по слабости зрения вскоре оставил её и посвятил себя наукам. Состоял членом Парижской академии наук, участник учёного кружка Мальбранша. Был женат на Мари-Шарлотт де Ромий де ла Шенелэ (фр. Marie-Charlotte de Romilley de la Chesnelaye), тоже занимавшейся математикой.
В 1690-х годах занял видное место в школе Лейбница, с новым методом которого его познакомил Иоганн Бернулли в 1692 во время своего пребывания в Париже в поместье Лопиталя.
Главная заслуга Лопиталя заключается в первом систематическом изложении математического анализа, данное им в сочинении «Анализ бесконечно малых» (фр. Analyse des infiniment petits pour l'intelligence des lignes courbes, 1696). В этой книге собраны и приведены в стройное целое отдельные вопросы, разбросанные до того в разных повременных изданиях, а также приводится Правило Лопиталя. В предисловии Лопиталь указывает, что без всякого стеснения пользовался открытиями Лейбница и братьев Бернулли и «не имеет ничего против того, чтобы они предъявили свои авторские права на всё, что им угодно». Современников, однако, сильно озадачило то, что Иоганн Бернулли предъявил претензии на всё сочинение Лопиталя целиком.
Другое известное сочинение Лопиталя, «Аналитический трактат о конических сечениях» (фр. Traité analytique des sections coniques), было напечатано в 1707 году. Лопиталю принадлежит также решение ряда задач, в том числе о кривой наименьшего времени ската (см. Брахистохрона), о кривой, по которой должен двигаться груз, прикреплённый к цепи и удерживающий в равновесии подъёмный мост. Решение этих задач помогло ему стать в один ряд с Ньютоном, Лейбницем и Якобом Бернулли.

## Титульные листы произведений Лопиталя
- Analyse des infiniment petits pour l'intelligence des lignes courbes
- Traité analytique

## Сочинения
- Лопиталь. Анализ бесконечно малых. М.-Л.: ГТТИ, 1935 // Мат. анализ на EqWorld